# 沙托布里扬区
沙托布里扬区（法語：arrondissement de Châteaubriant）是法国大西洋卢瓦尔省所辖的一个旧区。总面积2148平方公里，总人口126603，人口密度59人/平方公里（2012年）。主要城镇为沙托布里扬。2017年1月，该区与昂斯尼区合并为沙托布里扬-昂斯尼区。

## 辖区
沙托布里扬区曾辖有53个市镇。